# Єрусалимський хрест
Єрусали́мський хре́ст — великий хрест в оточенні чотирьох менших хрестів. Зазвичай, хрест-потент із чотирма малими грецькими хрестами. Відомий як герб Єрусалимського королівства з другої половини XIII ст.: у срібному щиті золотий хрест-потент між чотирма простими хрестиками. Великий хрест — символ Ісуса Христа, чотири маленьких — євангелісти. П'ять хрестів разом символізують також рани Ісуса Христа, його розп'яття. Поєднання золотої і срібної фарб, що суперечить правилу тинктур, підкреслюють надзвичайний статус Єрусалимського королівства. Використовується у геральдиці, фалеристиці, нумізматиці. Після знищення Єрусалимського королівства фігурував на гербах королівських домів Європи, єпископів Католицької церкви, емблемах християнських та націоналістичних організацій. Офіційний символ Єрусалимського Орден Святого Гробу (з 1496). У видозміненій формі зображений на прапорі Грузії. Інша назва — хрест хрестоносців.

## Типи

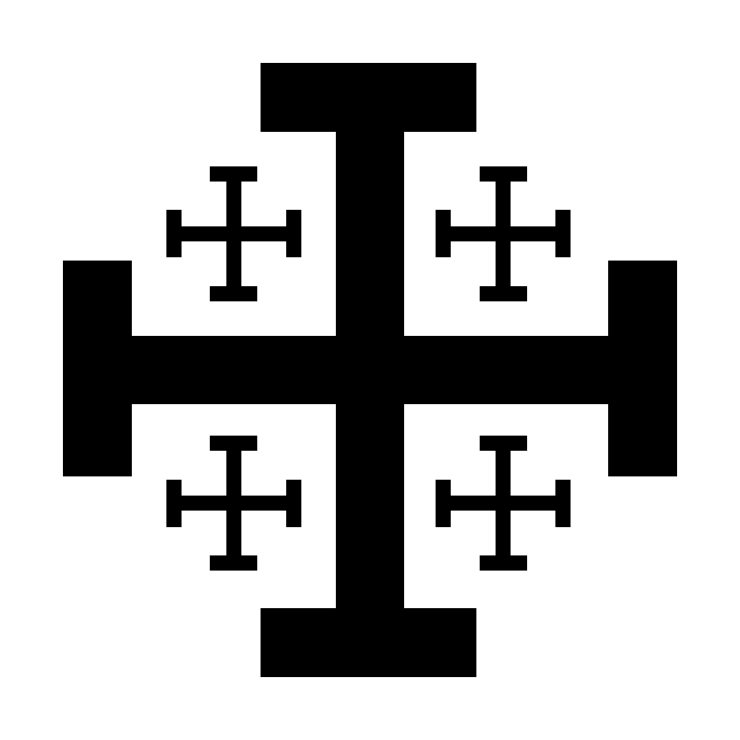

## Символізм
Існує декілька версій, того що означає єрусалимський хрест:
1. великий хрест символізує Ісуса Христа, а 4 маленькі — євангелістів Матвія, Марка, Луку й Івана[1]
2. символ позначає самого Ісуса і чотири рани, отримані ним при розп'ятті[1].
3. єрусалимський хрест — це символ самого розп'яття і чотирьох цвяхів, знайдених на Святій Землі[1].

## Історія

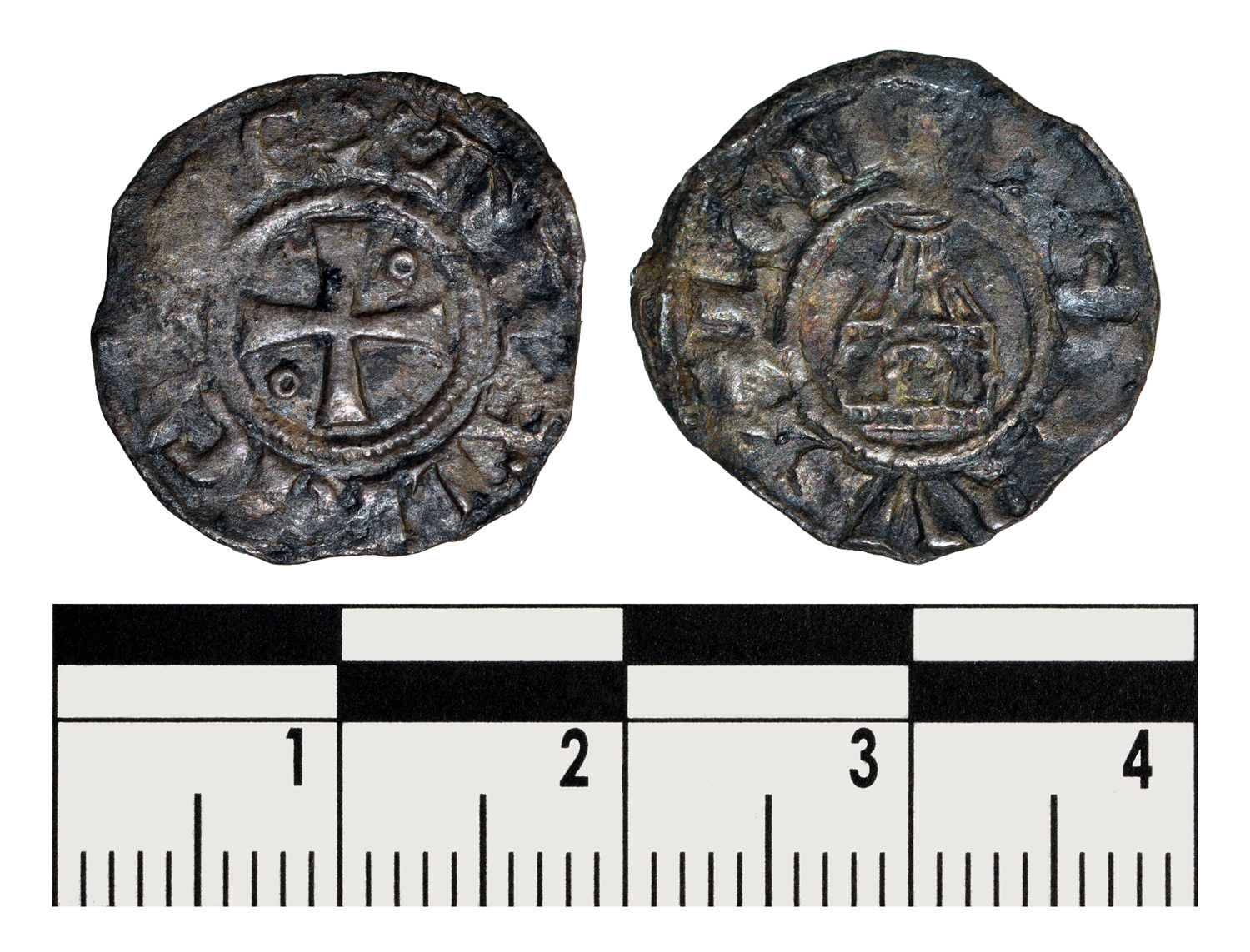
Срібник Амальріка І (1163-1174): «тамплієрський» хрест (аверс) і Єрусалим (реверс).

Фігура із 5 хрестів, що отримала назву «єрусалимського хреста», відома з ХІ ст. У самому Єрусалимському королівстві вона стала використовуватися як символ лише у 2-й половині — кінці ХІІІ ст. 
Емблеми схожі на єрусалимський хрест зустрічаються на деяких британських монетах англо-саксонської доби. Вона також є на аверсі англійських пенні короля Генріха II у вигляді великого хреста, оточеного малими хрестиками по діагоналі. 
Традиційно вважається, що герб Єрусалимського королівства у вигляді єрусалимського хреста придумав його перший правитель Готфрід Бульйонський. Проте артефакти пов'язані із хрестоносцям XI — XII ст. (монети, печатки, барельєфи та інші зображення) свідчать, що єрусалимські королі не використовували такого герба. На більшості речей, що уособлюють королівську владу, замість нього фігурує простий хрест, згодом названий «тамплієрським», або стилістичне зображення міста Єрусалима із Давидовою вежею між Куполом Скелі і Церквою Святого Гробу, оточених міським муром.

«Тамплієрський» хрест
Варіант
Герб Іоана Брієнського

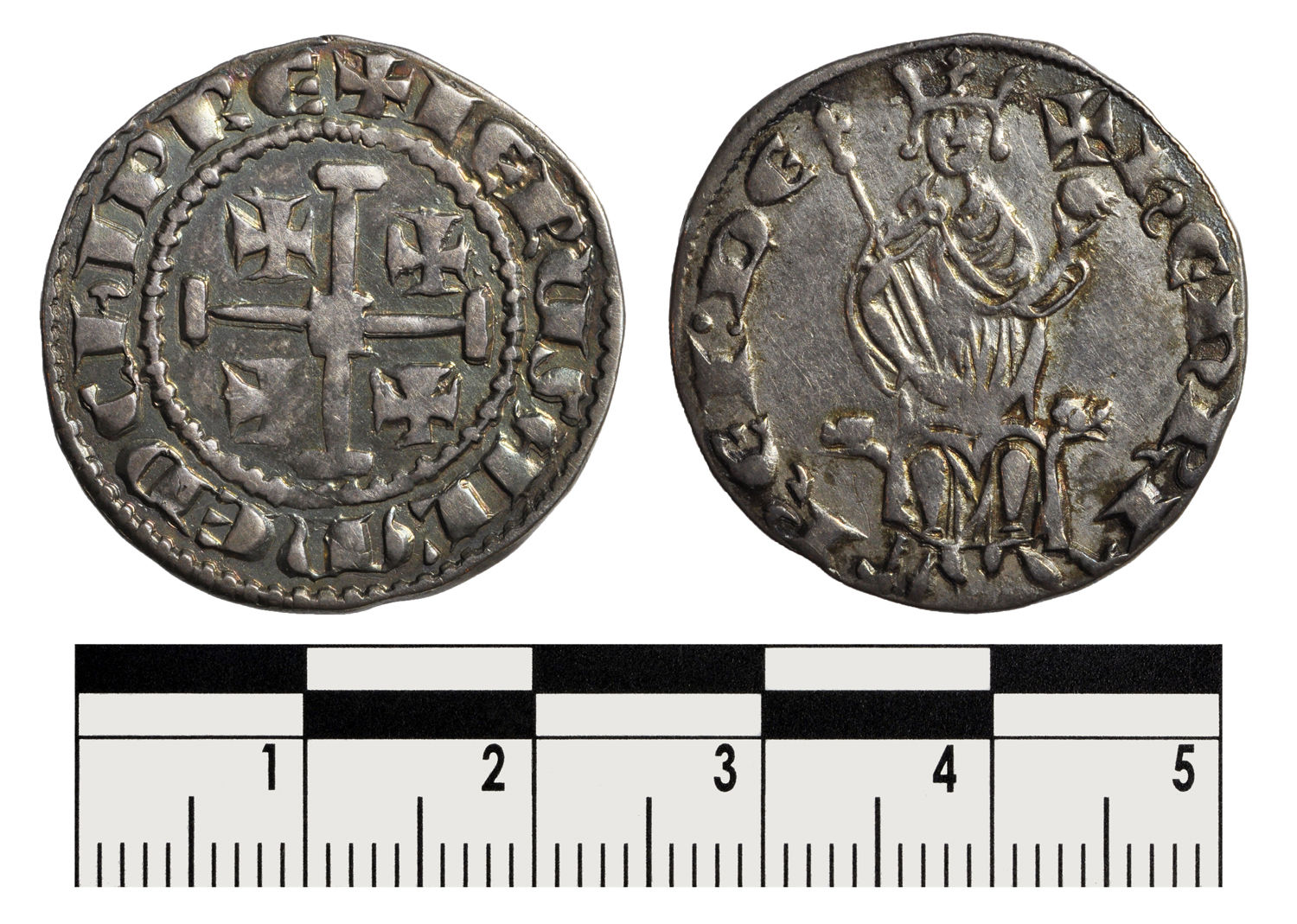
Срібник Генріха ІІ (1310-1324): «єрусалимський» хрест (аверс) і король (реверс).

У «Великій хроніці» Матвія Паризького середини ХІІІ ст. згадується під 1237 роком герб єрусалимського короля Іоанна Брієнського (1210–1212): срібний хрест на золотому щиті (or, a cross argent). Це перший документальний опис герба короля і королівства Єрусалиму.
Вперше єрусалимський хрест як символ Єрусалимського королівства фігурує на монетах кіпрського короля Іоанна I, що також титулувався королем єрусалимським (1284—1285). До цього на них зображався «тамплієрський» хрест, зрідка у супроводі зірок, цяток, півмісяця тощо. Прототипом єрусалимського хреста можна вважати зображення на аверсі монет Генріха І (1192–1197): хрест в оточенні чотирьох цяток. Проте спадкоємність цього зображення на монетах наступників Генріха не прослідковується. 
Одна із найбільш ранніх кольорових версій єрусалимського хреста як герба Єрусалимського королівства зафіксована у Камденському гербовнику 1280-х років — це золотий хрест на срібному полі. Таке поєднання фарб суперечить геральдичному правилу тинктур, але вказує на особливість Єрусалиму, який вищий за усі людські правила. Золото і срібло згадуються у Книзі Псалмів як символ прекрасного (67/68:14): «крила голубки, покриті сріблом, а пір’я із чистого золота».

## Геральдика
У середньовічній геральдиці хрест хрестоносців використовувався в різних державах. Книга знань про всі королівства використовує його як прапор Себастеї. Приблизно в той же час діаграма Піццігано використовує його як прапор Тбілісі (на його основі хрест був прийнятий як прапор Грузії в 2004 році).
Карло Маггі, венеційський аристократ, який відвідав Єрусалим і був на початку 1570-х роками лицарем ордена Гробу Господнього, включив до свого герба єрусалимський хрест.

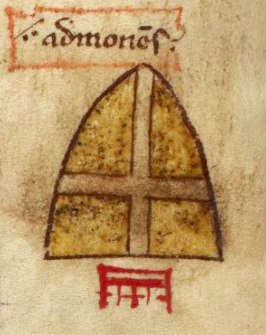
Герб померлого Готфріда (Historia Anglorum, 1259)
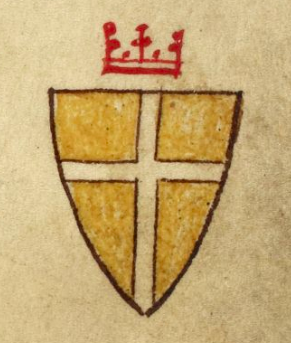
Герб Балдуїна І (Historia Anglorum, 1259)
Герб Іоана Брієнського
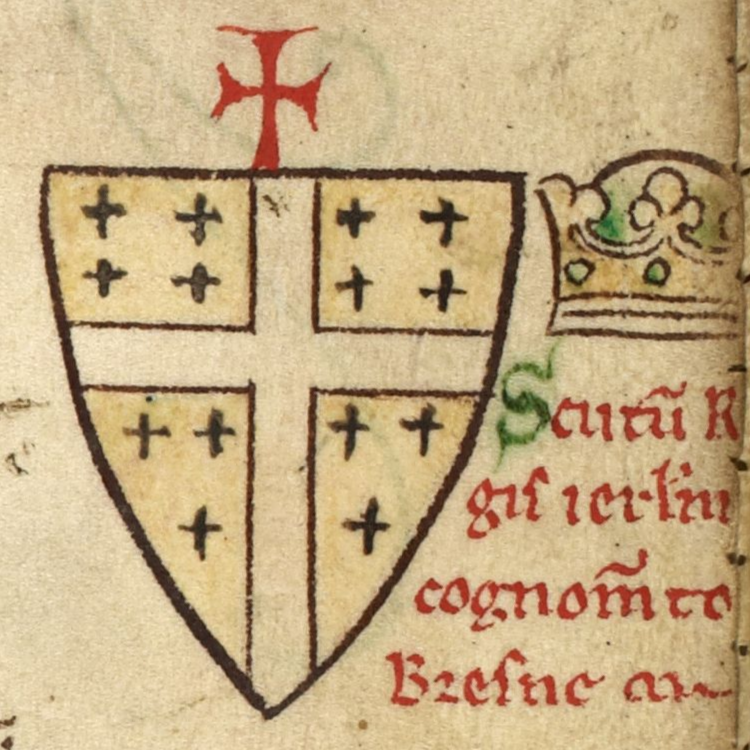
Герб Іоана Брієнського (варіант)
Герб Іоана Брієнського (варіант)
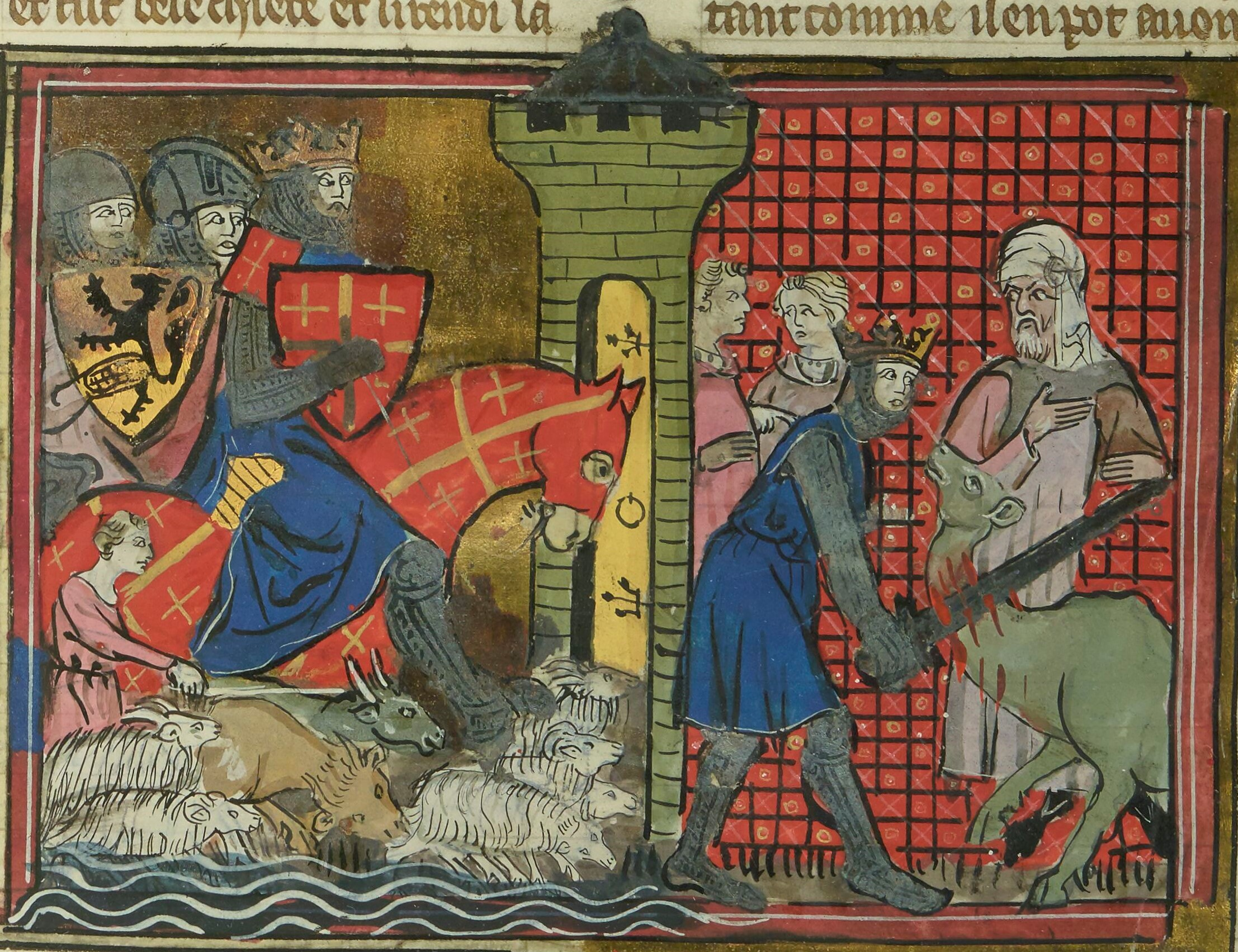
Готфрід Бульйонський (мініатюра 1330 р.)
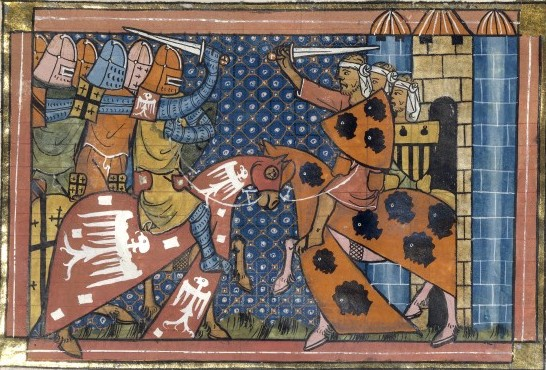
Битва при Едесі 1146 р. (мініатюра 1337 р.)
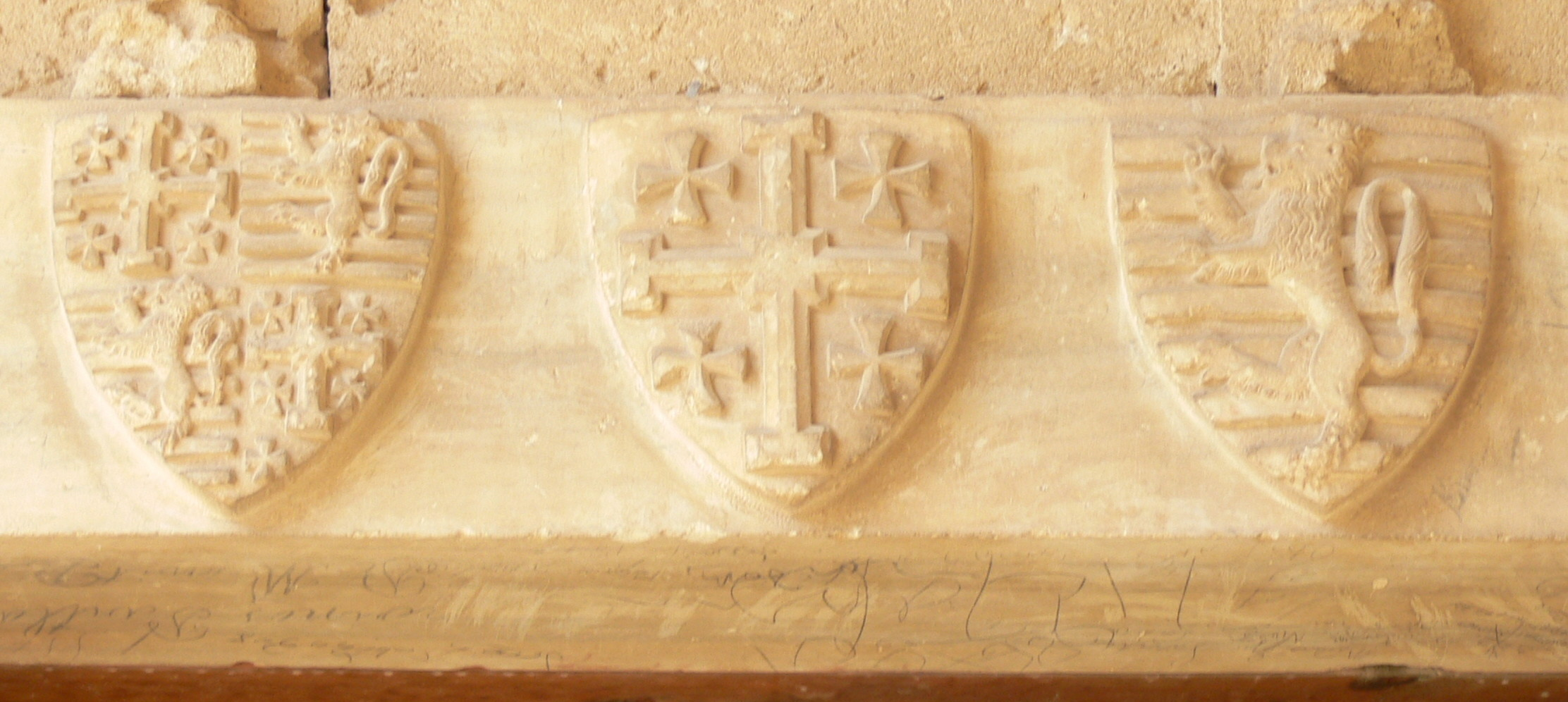
Герби з Беллапаїського монастиря (XIV ст.)
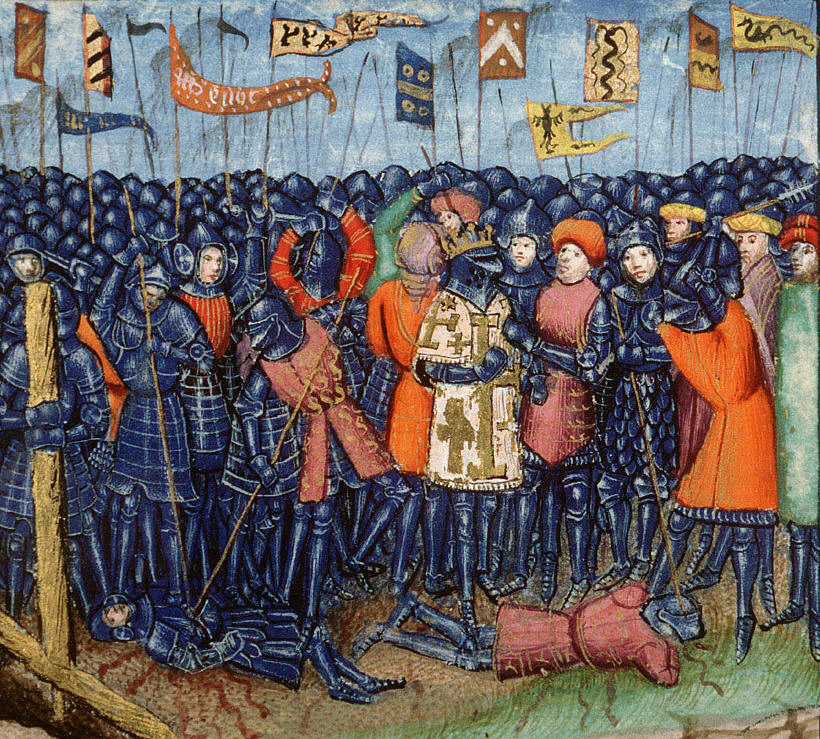
Битва при Атіні 1187 р. (мініатюра XV ст.)
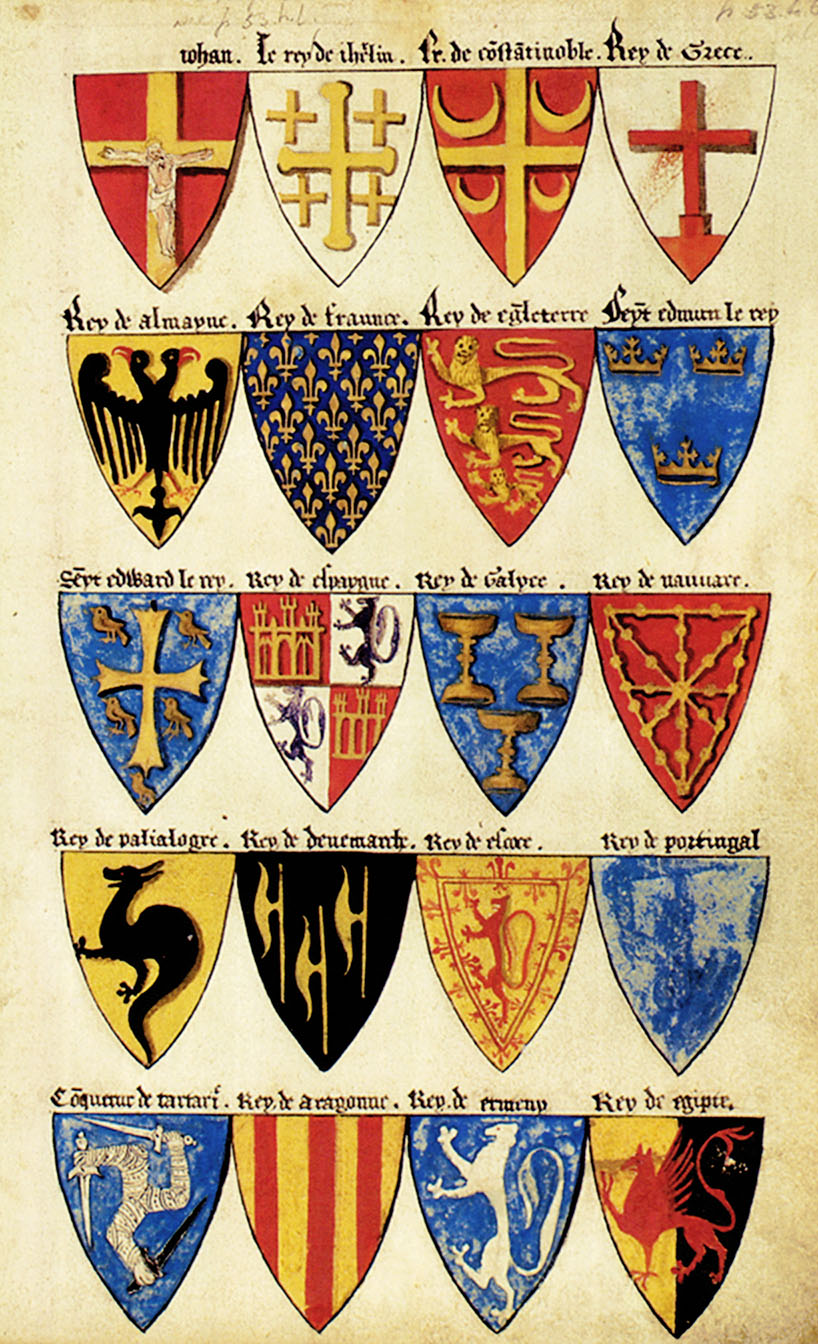
Сегарський гербовник (1600, копія гербоника 1280 р.)
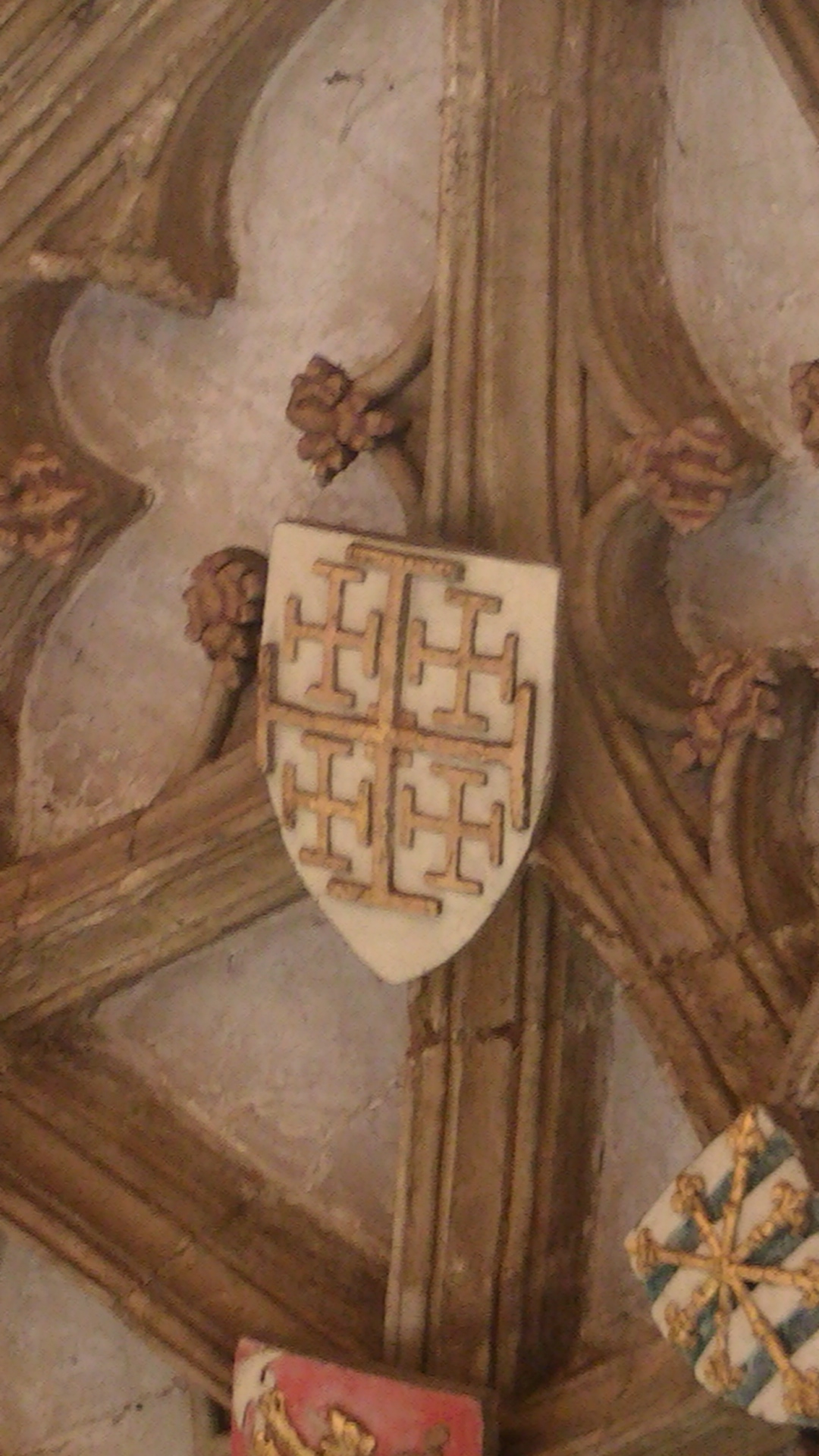
Герб з Кентерберійського собору
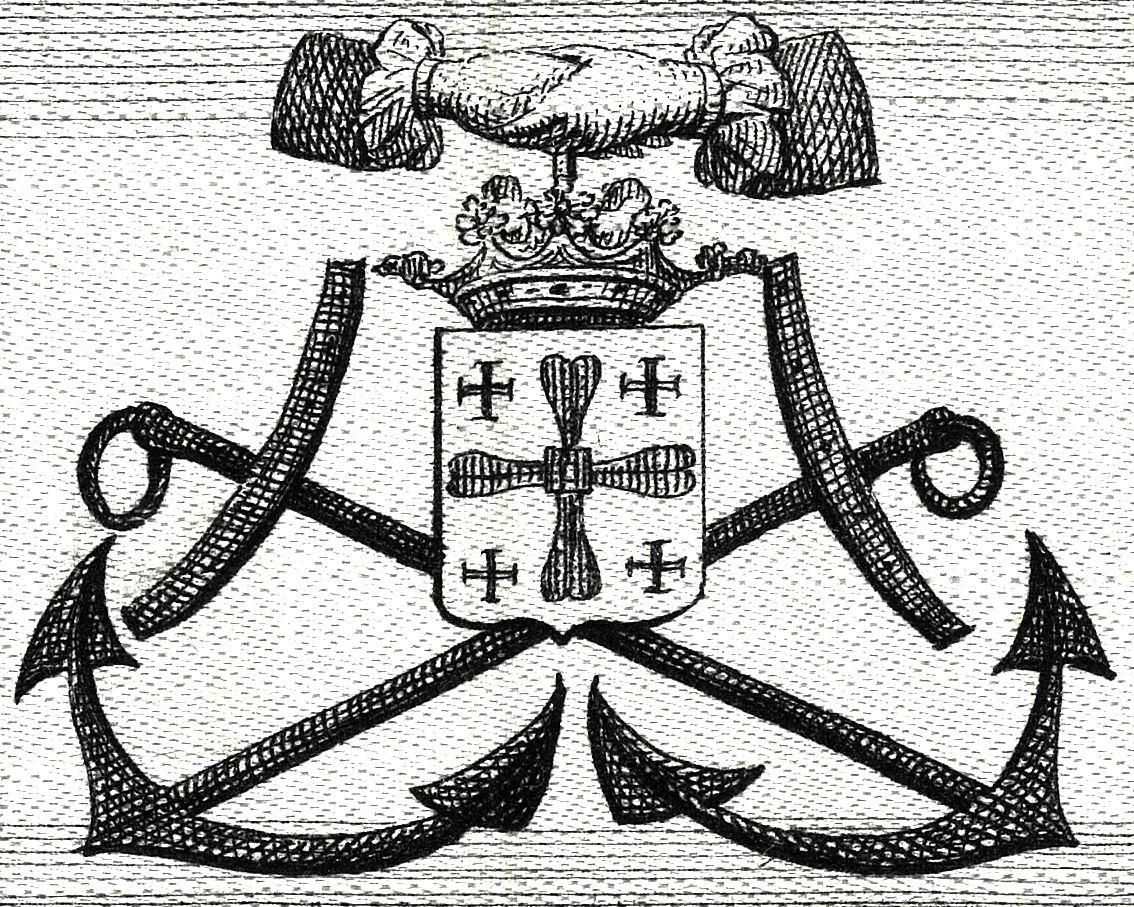
Гагська цивільна гвардія (1759)

## Нумізматика

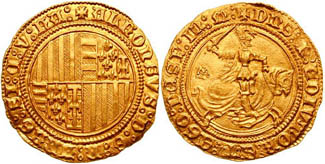
Золотий Альфонсо V (1458)
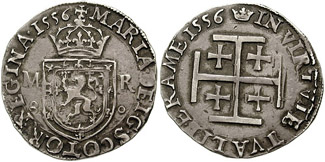
Срібник Марії Шотландської (1556)

## Галерея

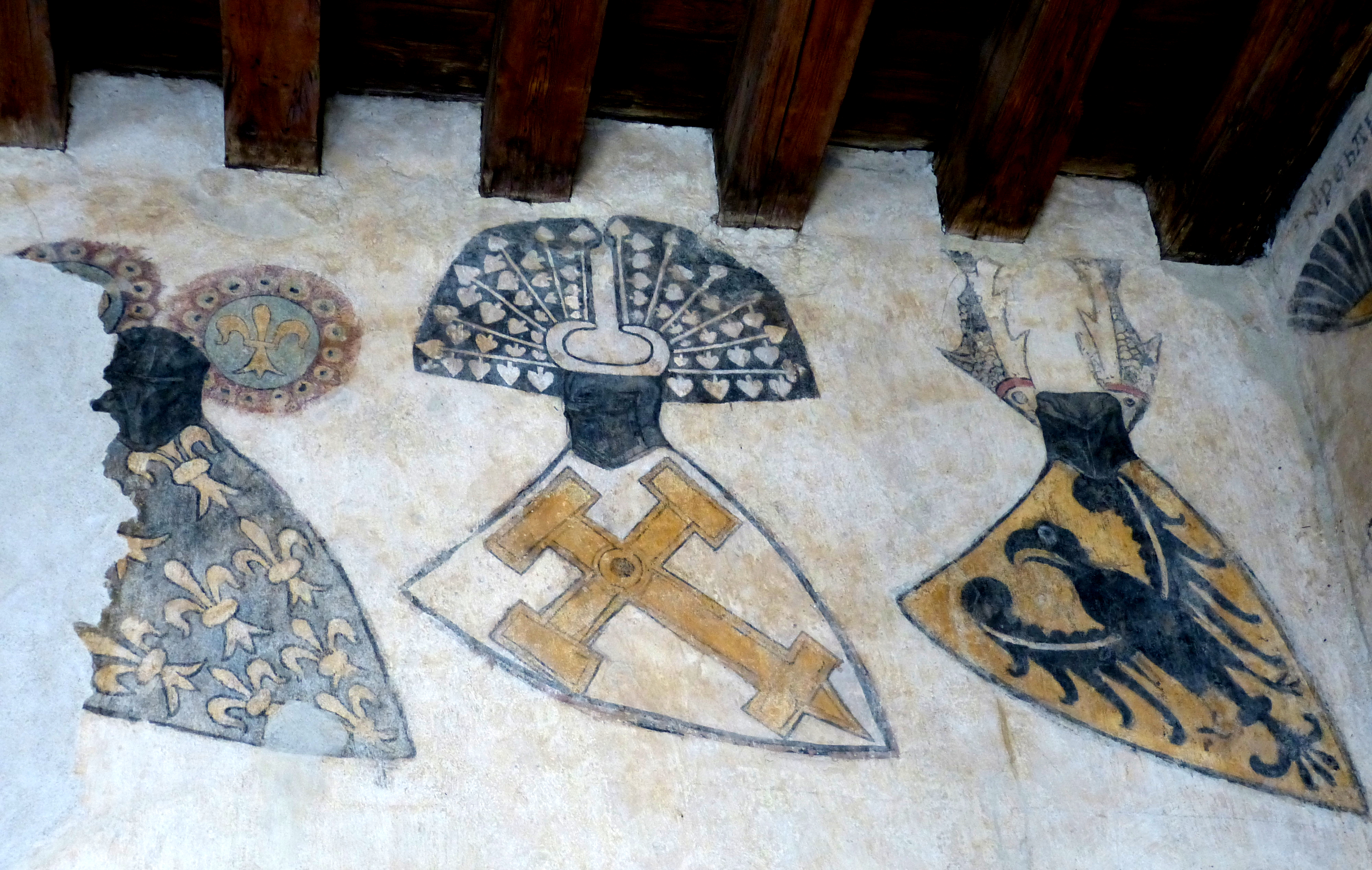
Єрусалимський хрест
Латинська імперія
Прапор Грузії
Хрест ордену Гробу Господнього
Герб Пуерто-Рико
Герб Карла I, короля Сицилії та Єрусалиму
Герб Королівства Обох Сицилій